# 91 Dywizjon Pancerny

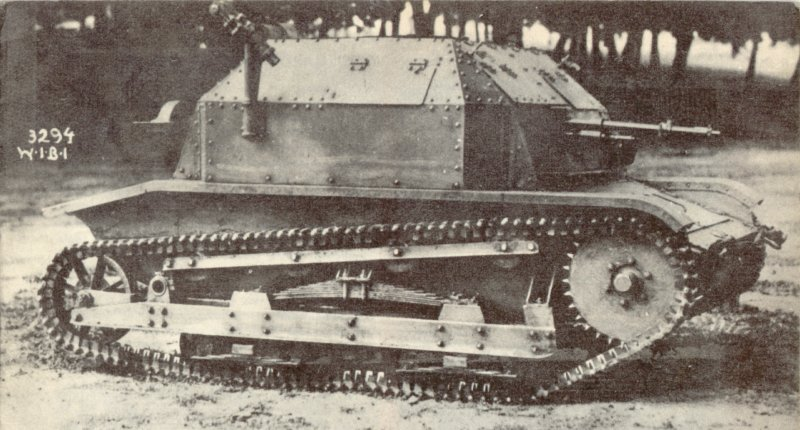
czołg rozpoznawczy TK-3

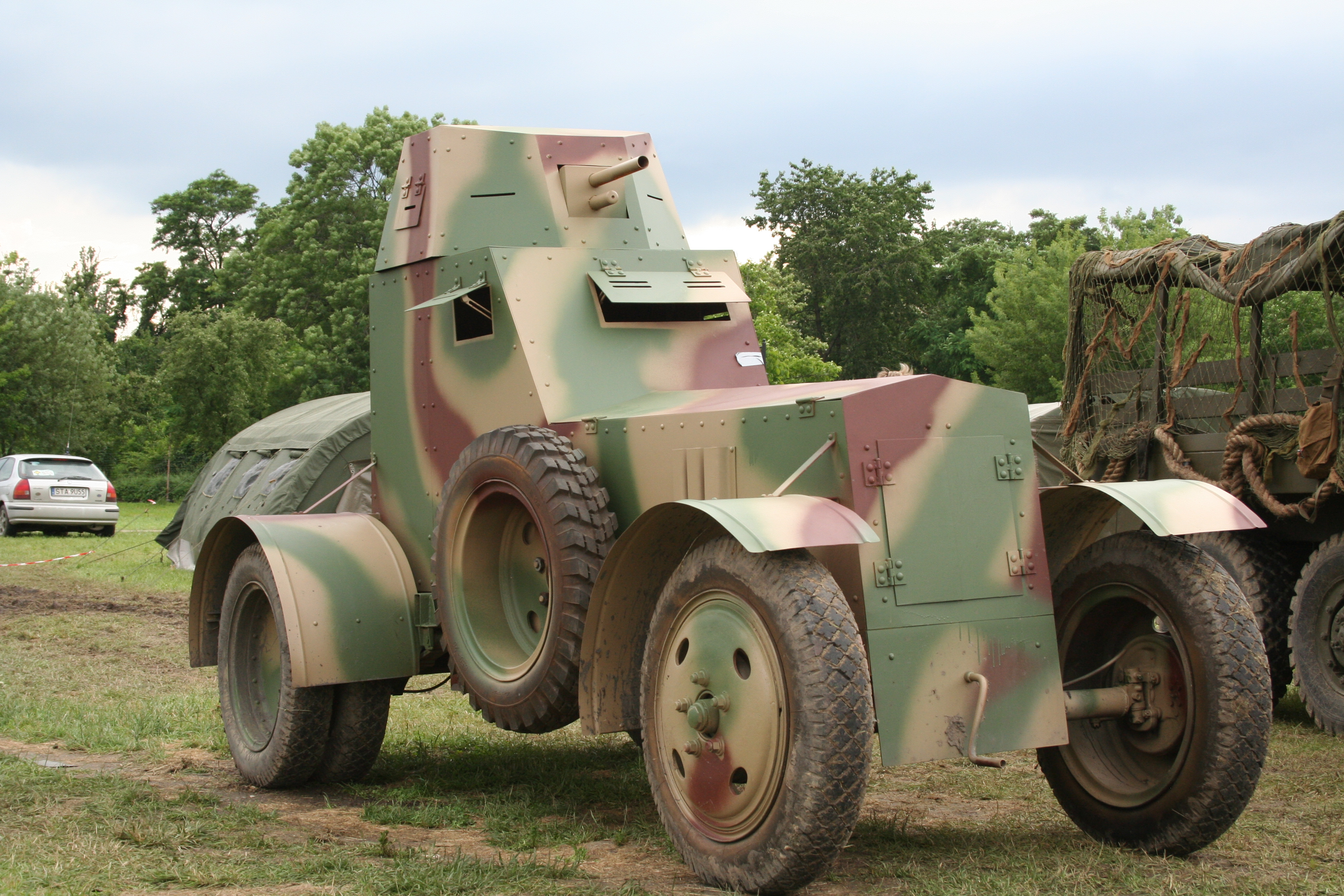
Replika samochodu pancernego wz. 1934

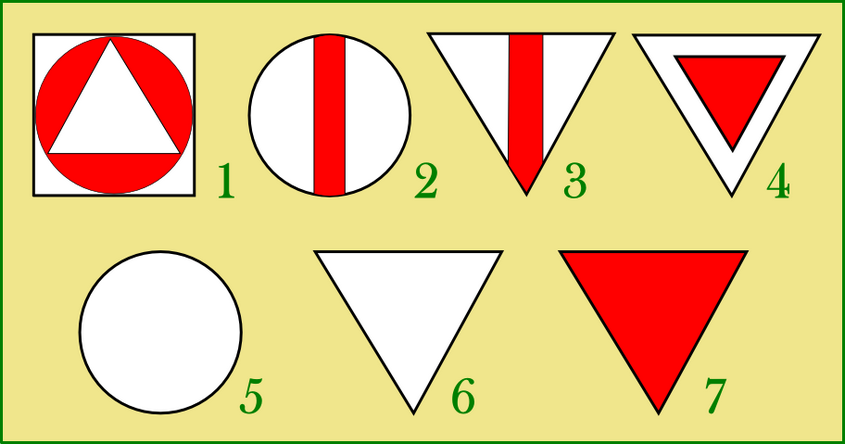
Znaki taktyczne malowane na czołgach lekkich i rozpoznawczych

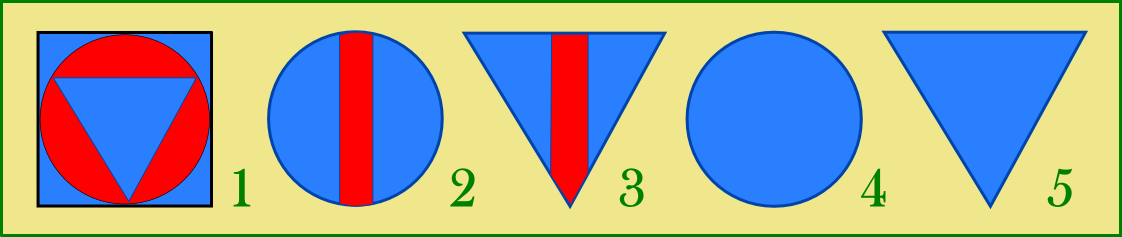
Znaki taktyczne malowane na pojazdach pancernych

91 Dywizjon Pancerny (91 dpanc) – pancerny pododdział rozpoznawczy Wojska Polskiego II Rzeczypospolitej.

## 91 dpanc w kampanii wrześniowej

### Mobilizacja
Dywizjon nie występował w organizacji pokojowej wojska. Został sformowany w dniach 24–25 marca 1939 roku, w Brześciu, w mobilizacji alarmowej dla Nowogródzkiej Brygady Kawalerii, w grupie jednostek oznaczonych kolorem czerwonym. Jednostką mobilizującą był 4 batalion pancerny.
W dniach 28-30 marca 1939 roku dywizjon został przetransportowany koleją do rejonu Sierpca, gdzie został podporządkowany dowódcy Nowogródzkiej Brygady Kawalerii. W okresie letnim wymieniono rezerwistów zmobilizowanych w marcu. W dniu 8 sierpnia dywizjon wraz z macierzystą brygadą został przegrupowany w pobliże granicy, gdzie zajął ugrupowanie obronne, jako odwód Nowogródzkiej BK w lesie koło Zielunia na południe od Lidzbarka. W jej składzie walczył w kampanii wrześniowej 1939 roku.

### Walki dywizjonu
1 września 1939 roku dwa plutony czołgów 91 dywizjonu wykonały wypady na północny wschód i na styku Armii „Pomorze”. Pod Mrocznem jeden z plutonów wziął do niewoli trzech jeńców i zdobył motocykl. 2 września pluton samochodów pancernych ze szwadronem 27 pułku ułanów przeprowadził rozpoznanie w kierunku stanowisk 20 Dywizji Piechoty, a wieczorem cały dywizjon zajął pozycje wyjściowe na północ od Żuromina. 3 września o świcie z rejonu wsi Zalesie szwadron samochodów pancernych wspólnie z 27 pułkiem wyparł z Petrykozów oddział niemieckiej 217 DP, a szwadron czołgów wspierał atakujący w kierunku Kuczborka 4 pułk strzelców konnych. Kontratak czołgów i strzelców konnych odniósł powodzenie, zdobyto: 2 armaty ppanc, 2 samochody oraz kilkadziesiąt rowerów. Szwadron poniósł straty 2 rannych i w sprzęcie. Z uwagi na wycofanie całej Armii "Modlin", w tym Nowogródzkiej BK 4 września, szwadron czołgów osłaniał przemarsz brygady. Wieczorem 4 września cały 91 dywizjon pancerny skoncentrował się w Sierpcu. 5 września od południa szwadron czołgów koło Bielska na szosie Płock-Ciechanów osłaniał marsz odwrotowy jednostek 20 Dywizji Piechoty spod Mławy. 6 września 91 dpanc. odjechał do Płocka, gdzie przekroczył most na Wiśle i zatrzymał się na postój w lasach koło Łącka. 8 września dywizjon kwaterował w rejonie Sannik. W dniach 8-11 września dywizjon przemieścił się przez Puszczę Kampinoską, Modlin, Jabłonnę do okolic Wiązownej. Po przemarszach, remontu i przeglądu wymagało większość czołgów TK-3 i część samochodów pancernych. 91 dywizjon podporządkowano dowódcy Kresowej Brygady Kawalerii z którą miał podjąć likwidację niemieckiego przyczółka naprzeciw Góry Kalwarii. 11 września prowadzono naprawy i remonty wozów bojowych, część patrolowała szosę z Kołbieli do Góry Kalwarii i Garwolina. 12 września dywizjon wraz z piechotą ze składu 10 Dywizji Piechoty uderzył w kierunku Sobień Murowanych na broniący ich niemiecki batalion I/66 pp zmot. Szwadron samochodów pancernych wdarł się wraz z piechotą do lasu na południe od szosy z Osiecka. Z uwagi na gęstość drzewostanu pojazdy utknęły, szwadron samochodów pancernych utracił jako zniszczone dwa pojazdy, a jeden uszkodzony. Na początku natarcia szwadron czołgów w sile 10 tankietek ugrzązł w sypkim piasku i pod ostrzałem niemieckich dział przeciwpancernych, tracąc jeden zniszczony czołg, wycofał się. W godzinach popołudniowych dywizjon odjechał do Kołbieli, gdzie koncentrowała się Nowogródzka BK. 91 dywizjon wraz ze szwadronem kolarzy Nowogródzkiej BK rano 13 września rozpoznawał w kierunku Siennicy. Przed południem 13 września dywizjon całością pojazdów bojowych wtargnął do Siennicy zaskakując w nim niemiecki zmotoryzowany podjazd ze składu 11. DP z samochodami pancernymi, armatami ppanc. i piechotą na ciężarówkach. Unieruchomiono jeden niemiecki samochód pancerny i zniszczono ciężarówkę, a piechotę odrzucono poza miasteczko. Sukces 91 dywizjonu wykorzystał 26 pułk ułanów zdobywając sąsiednią wieś Grabowilk. Dywizjon utracił dwa TK-3. 14 września dywizjon przejechał do lasu koło wsi Polesie Rowskie. Następnie przemieścił się bocznymi drogami wzdłuż Wisły docierając do szosy lubelskiej na południe od Ryk. Trudnego terenu nie wytrzymały dwa czołgi TK-3, które porzucono na trasie marszu. Dalszy marsz dywizjon odbył po szosie w kierunku Kocka. Do Baranowa nad Wieprzem 91 dpanc. doprowadził 6 czołgów i 3 samochody pancerne wz. 34I. Dywizjon wraz ze szwadronem kolarzy ubezpieczał tabory macierzystej brygady. Przemieszczający się przez Rejowiec i Grabowiec dywizjon osiągnął 21 września rejon Komarowa. Realizując rozkaz dowódcy Grupy Operacyjnej Kawalerii gen. bryg. Władysława Andersa, 91 dywizjon działając pozostałymi pojazdami pancernymi walczył w siłach głównych Nowogródzkiej BK. 22 września wspólnie z ułanami przełamał obronę niemiecką we wsiach Krynice i Dzierążnia przy szosie Tomaszów Lubelski-Zamość. W trakcie dalszego marszu w kierunku Krasnobrodu, z uwagi na ugrzęźnięcie części tankietek w rozmiękniętych polnych drogach porzucono je. Po zdobyciu 23 września w opanowanym przez brygadę Krasnobrodzie samochodów, ciągników i motocykli z posiadanych pojazdów i wozów bojowych utworzono "grupę pancerno-zmotoryzowaną". Maszerując w ślad za kawalerią w dniach 24-26 września po bezdrożach Puszczy Solskiej i przez zalesione wzgórza Roztocza grupa zużyła większość paliwa. Uzupełniono ją pozyskiwaną naftą, lecz brak paliwa powodował, że po drodze pozbyto się pojazdów pomocniczych. Do rejonu Władypola grupa przybyła bez walk, jednak doprowadziła jeden czołg TK-3 i dwa samochody pancerne wz. 34I. W trakcie walk Nowogródzkiej BK z sowiecką 34 Dywizją Kawalerii, 27 września pancerniacy kontratakowali na sowiecką kawalerię w osłonie wycofującego się 27 pułku ułanów, w ogniu dział przeciwpancernych utracono czołg i jeden samochód pancerny. W trakcie odwrotu ostatni samochód pancerny ugrzązł w śliskim jarze koło wsi Bolanowice, tam został zniszczony. Rozkazem gen. Andersa jednostki brygady, w tym i 91 dywizjon pancerny zostały rozwiązane. Większość żołnierzy dostała się do niewoli sowieckiej.

## Struktura i obsada personalna dywizjonu
Obsada personalna we wrześniu 1939
- dowódca dywizjonu – mjr br. panc. Antoni Śliwiński († 1940 Charków)
- adiutant dywizjonu – por. br. panc. Piotr Wiktor Godziszewski († 1940 Charków); (kpt. Juliusz Neyman)
- dowódca szwadronu czołgów – kpt. br. panc. Grzegorz Rodziewicz
  - dowódca I plutonu – por. br. panc. Roman Kałuża († 1940 Charków); (por. Jan Pyziel)
  - dowódca II plutonu – por. kaw. Jan Emanuel Wejtko († 1940 Charków); NN
  - zastępca dowódcy plutonu – kpr. Jerzy Bułhak[9]
- dowódca szwadronu samochodów pancernych – kpt. br. panc. Juliusz Adolf Neyman († 1940 Charków) (por. Roman Kałuża)
  - dowódca I plutonu – por. br. panc. Leszek Franciszek Romański († 1940 Charków)
  - dowódca II plutonu – por. br. panc. Jan Pyziel († 1940 Katyń) (por. Jan Wejtko)
- dowódca plutonu techniczno-gospodarczego - ? ; (por. Piotr Godziszewski)

5 października 2007 roku Minister Obrony Narodowej mianował pośmiertnie oficerów zamordowanych w Charkowie i Katyniu na kolejne stopnie.
Organizacja wojenna dywizjonu pancernego
Podstawowym uzbrojeniem dywizjonu było trzynaście czołgów rozpoznawczych TK-3 i osiem samochodów pancernych wz. 1934.